# عبد الكريم غميض
عبد الكريم غميض ممثل سوري شارك في 11 عمل اشتهر في باب الحارة بدور نبيل صديق معتز من ثوار.

## أعماله
- المحقق كونان عام 2023 بدور فودكا
- العراب عام 2015
- باب الحارة 6 عام 2014 بدور نبيل
- بواب الريح عام 2014
- صبايا 5 عام 2013
- الزعيم عام 2011
- خالد بن الوليد الجزء الاول عام 2006
- المتنبي قاهر الذل بدور أبو الطيب المتنبي عام 2006
- العميل 1001 عام 2005
- أبو زيد الهلالي عام 2004
- تلك الأيام عام 1999
- تاج من شوك عام 1998